# Млынарчик, Алекс
Алекс Млынарчик (Alex Mlynárčik; 14 октября 1934, Жилина, Чехословакия) — словацкий художник-акционист. Наибольшую известность среди его работ получили хеппенинги и акции с участием случайных зрителей.

## Биография
Алекс Млынарчик родился 14 октября 1934 года в городе Жилина, Чехословакия.
В 1951 году был задержан в Австрии за незаконный выезд из Чехословакии, осуждён и заключён в тюрьму. Позже работал художником, декоратором, фотографом.
С 1959 по 1965 год изучал монументальную живопись в Академии художеств в Братиславе (проф. Д. Милли и П. Матейка) и в Академии художеств в Праге (проф. В. Сихра).
Творческую деятельность начинал в 1960-х годах с композиций из дерева. 
Попав в 1964 году в Париж, испытал влияние французских «новых реалистов» и начал создавать принёсшие ему известность хеппенинги и акции с участием случайных зрителей. В 1960-е годы реализовывал совместные акции Happsoc (от англ. «happening» и «social») с художником Стано Филко и теоретиком Зитой Костровой.
Один из самых ярких проектов «Первый снежный фестиваль» (1970) Млынарчик начал совместно с художником Милошем Урбасеком и музыкантами-экспериментаторами Миланом Адамчаком и Робертом Ципричем. «Первый снежный фестиваль» был организован как неофициальная параллель чемпионату мира по лыжным гонкам в Високе-Татри. Лейтмотивом «Первого снежного фестиваля» стало воссоздание произведений искусства от эпохи Возрождения до наших дней. Основным материалом был снег, который художники использовали по-разному, интерпретируя работы, которые, казалось бы, не имеют явной или прямой связи со снегом или лыжами, но которые с пользой указывают на степень международного контакта между художниками в это время. Среди цитируемых художниковбыли фигуры американской поп-сцены (Лихтенштейн, Вессельманн, Ольденбург, Сегал), европейские современники (Арман, Христо, Кунеллис, Миральда, Юккер) и исторические личности, такие как Брейгель, да Винчи, Малевич и Магритт. Акцент был сделан на преходящем материале и игривом повторном присвоении произведений искусства, что составляло временную импровизированную биеннале в снегу.
В 1971 году Алекс Млынарчик основал группу перспективной архитектуры VAL вместе с архитекторами Виерой Мецковой и Ладиславом Купковичем.
В 1970-х и 1980-х годах он жил в Праге, регулярно работал в Жилине и Париже. В 1972 году он был исключен из Словацкой ассоциации художников и считался пропагандистом «идей буржуазного западного искусства». Он получил стипендию от Фонда Форда (1972) и Фонда Гуггенхайма (1986). В 1990-91 годах он был директором Художественной галереи в Жилине.
Живёт и работает в Жилине и в Париже.

## Персональные выставки
- 1965 —  «Happsoc I» (совм. с Зитой Костровой и Стано Филко), Братислава.[1]
- 1965 —  «Happsoc II» (совм. с Зитой Костровой и Стано Филко), Братислава.[1]
- 1966 —  «Permanentné manifestácie I». Галерея Раймонда Казенаве, Париж.
- 1966 —  «Permanentné manifestácie II». Pocty, городской WC, Братислава.
- 1967 —  «Pokušenie» (совм. с Милошем Урбой). Галерея Раймонда Казенаве, Париж.
- 1968 —  «Permanentné manifestácie III», Сорбона, Париж.
- 2017 —  «Temptation» (совм. с Richard Köhler). Galerie Lara Vincy, Париж.

## Групповые выставки
- 1999 — «Global Conceptualism: Points of Origin 1950s-1980s». Queens Museum of Art (QMA), Нью-Йорк.
- 2000 — «Neo-Constructivism in The Slovak Visual Arts». Galéria Jana Koniarka, Trnava.
- 2000 — «Aspect — Positions — 50 Years of Art in Central Europe 1949-99». Музей Людвига, Будапешт.
- 2000 — «Slovak Visual Art in 20th Century». Slovak National Gallery, Братислава.
- 2000 — «Art in Central Europe — 1949—1999». Fundación Joan Miró, Барселона.
- 2000 — Global Conceptualism — Points of Origin, 1950s-1980s — MIT List Visual Arts Center, Cambridge, MA.
- 2001 — Action Art 1965—1989 — Slovak National Gallery / Slovenská Národná Galéria, Bratislava.
- 2001 — From Collection 1. slovenskej investičnej skupiny (SK) — Danubiana — Meulensteen Art Museum, Bratislava.
- 2002 — New Slovak Art 1936—2001 — WUK — Kunsthalle Exnergasse, Vienna.
- 2003 — Slovak Contemporary Art — Gallery Art Factory, Prague.
- 2003 — Súčasné slovenské výtvarné umenie / zo zbierky PSIS — Šarišská Galéria, Prešov.
- 2003 — Súčasné slovenské výtvarné umenie / zo zbierky PSIS — Stredoslovenská galéria / Central Slovakian Gallery, Banská Bystrica.
- 2003 — Art Žilina 2003 — Museum of Art Zilina / Považská galéria umenia v Žiline.
- 2003 — Súčasné slovenské výtvarné umenie / zo zbierky PSIS — Nitra Gallery / Nitrianska Galéria, Nitra.
- 2003 — Freedom & Beauty (1999—2003, Washington) — At Home Gallery Contemporary Art Centre, Šamorín.
- 2003 — Book/Object — Object/Book — Nitra Gallery / Nitrianska Galéria, Nitra.
- 2003 — Contemporary Slovak Fine Art from the Collection of PSIS — Museum of Art Zilina / Považská galéria umenia v Žiline.
- 2003 — Súčasné slovenské výtvarné umenie / zo zbierky PSIS — Gallery of M. A. Bazovsky, Trenčín.
- 2006 — «22 minutes 58 seconds». Gallery Art Factory, Прага.
- 2006 — «Arteast Collection 2000+23». Moderna galerija Ljubljana, Любляна.
- 2006 — N(TER)MEDIA(S)RES — Museum of Art Zilina / Považská galéria umenia v Žiline, Žilina.
- 2007 — «Contemporary Slovak Art». City Art Gallery Ljubljana, Любляна.
- 2007 — Contemporary Slovak Art 1960—2000 — Varosi Muveszeti Muzeum, Györ.
- 2007 — Prague Biennale 3 — Prague Biennale, Prague.
- 2007 — OUT OF THE CITY. Land art — City Gallery of Bratislava / Galéria mesta Bratislavy, Bratislava.
- 2007 — Arta Slovaca 1960—2000 — The National Museum of Art of Romania, Bucharest.
- 2007 — Slovak Graphics of the 20th Century — City Gallery of Bratislava / Galéria mesta Bratislavy, Bratislava.
- 2008 — BETWEEN CONCEPT AND ACTION — Galleria Sonia Rosso, Turin.
- 2008 — Socialna sonda v rezii Veroniky Ronaiovej — Galérie u Dobrého pastýře, Brno.
- 2008 — 1960- Sucasnost / Slovenske umenie cesti hoste — City Gallery Prague / Galerie Hlavního Města Prahy, Prague.
- 2008 — Zo slovenského konceptuálneho umenia, Slovenský inštitút, Budapešť, Maďarsko.
- 2009 — Out Of The City — National Center For Contemporary Art (NCCA) — Moscow Branch, Moscow.[2]
- 2009 — OUT OF THE CITY / Land art — Moscow — City Gallery of Bratislava / Galéria mesta Bratislavy, Bratislava.
- 2011 — Museo de las narrativas paralelas. En el marco de La Internacional — Museu d´Art Contemporani de Barcelona — MACBA, Barcelona.
- 2011 — Mapy/maps. Art Cartography In The Centre Of Europe 1960 −2011 — City Gallery of Bratislava / Galéria mesta Bratislavy, Bratislava.
- 2011 — Arteast 2000+ Collection / Selection of Works from the National Collection / Museum of Affects — Museum of Contemporary Art Metelkova, Ljubljana.
- 2012 — Mit sofortiger Wirkung — künstlerische Eingriffe in den Alltag — Kunsthalle wien project space karlsplatz, Vienna.
- 2012 — Sounding the Body Electric. Experiments in Art and Music in Eastern Europe 1957—1984 — ms — Muzeum Sztuki Lodz, Lodz.
- 2013 — Dialog Über Grenzen — Die Sammlung Riese — KOG — Kunstforum Ostdeutsche Galerie, Regensburg.
- 2014 — «Личные истории». Музей современного искусства «Гараж», Москва.[3]
- 2017 — «ČS Koncept 70». Galerie Fait, Брно, Чехия.